# Talmeca aluva
Talmeca aluva är en fjärilsart som beskrevs av William Schaus 1939. Talmeca aluva ingår i släktet Talmeca och familjen tandspinnare. Inga underarter finns listade i Catalogue of Life.